# Phintella linea
Phintella linea là một loài nhện trong họ Salticidae.
Loài này thuộc chi Phintella. Phintella linea được Ferdinand Karsch miêu tả năm 1879.